# كيسو (مقاطعة رابلا)
كيسو (بالإستونيَّة: Kesu)، قرية تتبع دائرة ماريما في مقاطعة رابلا غرب إستونيا.